# غالو فاسكيز
غالو فاسكيز (بالإسبانية: Galo Fidian Vásquez Gracia)‏ هو لاعب كرة قدم إكوادوري في مركز الوسط، ولد في 31 ديسمبر 1957 في إسمرالداس في الإكوادور. شارك مع منتخب الإكوادور لكرة القدم. أما مع النوادي، فقد لعب مع نادي برشلونة ونادي ديلفين.

## وصلات خارجية
- غالو فاسكيز على موقع قاعدة بيانات كرة القدم.إي يو (الإنجليزية)
- غالو فاسكيز على موقع ناشيونال فوتبول تيمز (الإنجليزية)